# Saint-Mélany
Saint-Mélany település Franciaországban, Ardèche megyében. Lakosainak száma 107 fő (2022. január 1.). Saint-Mélany Beaumont, Dompnac, Sablières és Saint-André-Lachamp községekkel határos.

## Népesség
A település népessége az elmúlt években az alábbi módon változott:
| Lakosok száma | 78   | 96   | 98   | 124  | 117  | 121  | 111  | 103  | 100  | 107  |
|               | 1968 | 1982 | 1990 | 2006 | 2013 | 2015 | 2017 | 2019 | 2020 | 2022 |